# Guerres balkaniques
Ne doit pas être confondu avec Guerre des Balkans.
Les guerres balkaniques ou guerres des Balkans sont des conflits qui ont divisé les Balkans dans les années 1912 et 1913. Les peuples chrétiens de l'Empire ottoman, qui s'étaient émancipés de la domination turque, aspiraient à agrandir leurs États en regroupant les populations de même langue vivant encore dans la « Turquie d'Europe ». Mais l'imbrication de ces populations dans certaines zones et le jeu des grandes puissances visant à diviser pour régner compliquent le processus.

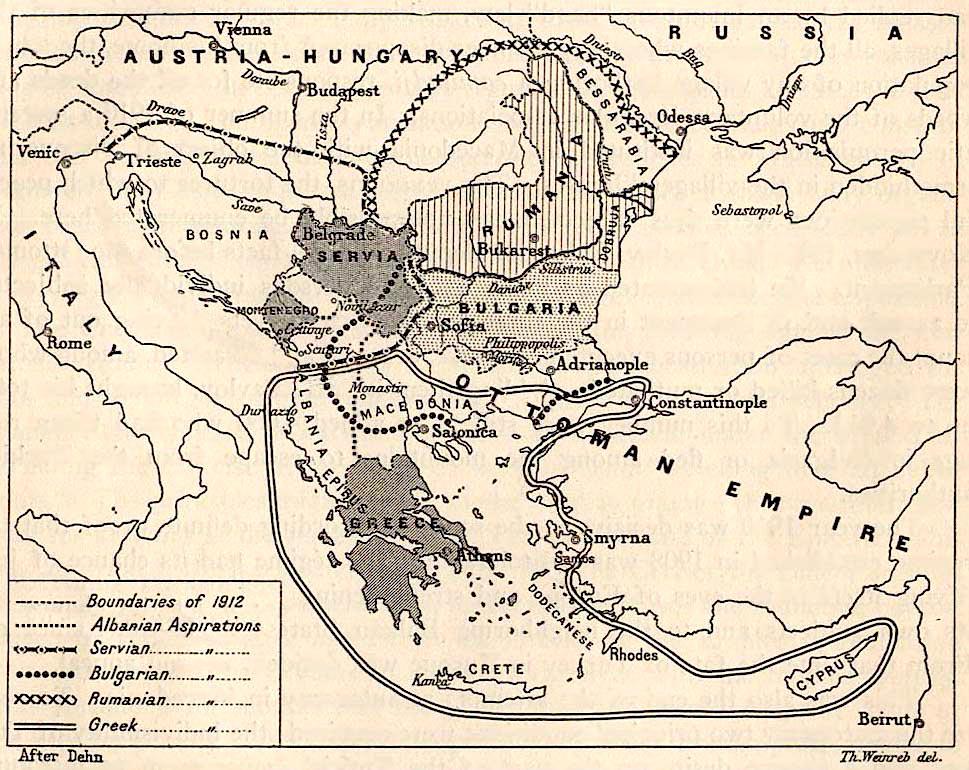
Les aspirations irrédentistes dans les Balkans en 1912.

## Contexte
En 1878, au Congrès de Berlin, la diplomatie européenne, et surtout britannique, impose aux États de la péninsule balkanique des frontières qui susciteront, notamment en Bulgarie, de profonds ressentiments. L'objectif du Congrès de Berlin était de sauvegarder ce qui pouvait l'être d'un Empire ottoman faiblissant, donc dépendant des puissances occidentales, pour contrer le panslavisme, l'influence de la Russie et la « Megali Idea » grecque. Jouant de la diversité ethnique des Balkans, le Congrès n'autorise que de petits États, faibles et rivaux. Aucun ne devait se développer au-delà d'une certaine limite ; chacun se trouvait enserré dans une nasse de liens diplomatiques et dynastiques, parfois opposés ; tous étaient liés aux grandes puissances européennes. Le Congrès de Berlin inaugure ce processus de fragmentation politique que l'on a appelé la « balkanisation », qui débouche sur les guerres balkaniques, contribue au déclenchement de la Première Guerre mondiale, et sert plus tard de modèle à la dislocation de la Yougoslavie dans les années 1991-1996,.
Ce contexte transforme les aspirations d'émancipation des peuples balkaniques en nationalismes antagonistes. Définis au début du XIXe siècle, le concept français d'identité nationale (droit du sol, fondé sur une nation rassemblée autour de certaines valeurs, plus que sur une ethnie) et le concept allemand (droit du sang, fondé, lui, sur une langue et des origines communes) allaient tous deux à l'encontre de la définition ottomane du millet qui accordait une certaine autonomie aux différents groupes confessionnels de l'Empire en général et des Balkans en particulier, sur une base religieuse.
Du concept français dérive la version initiale de la Megali Idea (grecque mais aussi plus généralement balkanique) ; le concept allemand en dessine la version finale (plus exclusivement albanaise, grecque, bulgare, serbe, roumaine...). Entre ces concepts, les nations balkaniques se structurent contre le concept ottoman du millet et selon les idées occidentales de la nationalité : la Serbie gagne son autonomie en 1817, la Grèce et les principautés roumaines se soulèvent en 1821, la Grèce s'émancipe en 1831, la Moldavie et la Valachie forment la Roumanie en 1859. Plus tard, les unités nationales « par le fer et par le feu » de l'Italie et de l'Allemagne en 1871 semblaient montrer aux militaires des pays balkaniques (ainsi qu'aux groupes para-militaires des régions encore soumises au pouvoir turc : Tchetniks, Komitadjis, Andartes...) que la guerre pouvait être une solution pour atteindre l'unité nationale. Cependant, les buts nationaux que s'étaient fixés les différentes nations balkaniques variaient (selon l'ampleur des revendications, elle-même définie par le degré de nationalisme) et se chevauchaient. Souvent, un ancien grand État historique était la référence : l'Empire de Stefan Dušan pour la Serbie ; les royaumes de Siméon Ier ou d'Ivan Asen II pour la Bulgarie, ou l'Empire byzantin de Basile II le Bulgaroctone (Tueur de Bulgares) pour la Grèce. La Macédoine se trouve à la croisée de ces trois États historiques : les bulgarophones (de dialecte macédoslave) y étaient majoritaires, mais la plupart des autres peuples balkaniques y étaient également présents. La Bulgarie l'avait obtenue lors du traité de San Stefano, qui avait reconnu son indépendance, mais elle l'avait aussitôt perdue au Congrès de Berlin.

### La Macédoine
La Macédoine était peuplée de Grecs, de Bulgares, de Serbes, d'Albanais, de Turcs et de Valaques.
|                   | Estimation bulgare (1900) | Estimation serbe (1900) | Estimation grecque (1904) | Estimation turque (1905) |
| ----------------- | ------------------------- | ----------------------- | ------------------------- | ------------------------ |
| Population totale | 2 190 520                 | 2 880 420               | 1 711 607                 | 1 824 032                |
| Bulgares          | 1 179 036                 | 57 600                  | 332 162                   | 352 788                  |
| Grecs             | 225 152                   | n.c.                    | 650 709                   | 625 889                  |
| Serbes            | 700                       | 2 048 320               | n.c.                      | n.c                      |
| Turcs             | 564 158                   | n.c.                    | 634 017                   | 745 155                  |

Les pays ayant des minorités ethniques dans la région y soutenaient des bandes de combattants irréguliers depuis les années 1890 : c'était notamment le cas des Makedonomakhoi et Andartes pour les Grecs et Komitadjis de l'Organisation révolutionnaire intérieure macédono-andrinopolitaine (ORIMA) organisée en comités pour les Bulgares,,. Un intense travail de propagande, création d'écoles ou d'orphelinats par exemple, était aussi mené. Des combats sporadiques avaient lieu entre Komitadjis et Andartes ; entre Andartes et gendarmes turcs, mais principalement entre Komitadjis et gendarmes turcs. Les exactions étaient nombreuses : pillages, incendies ou assassinats. En 1903, sous la pression des puissances européennes, le sultan dut accepter de mettre la gendarmerie ottomane de Macédoine sous la tutelle d'un Comité militaire international dirigé par le général italien Degiorgis, ce qui limita pour un temps les excès. L’ottomanisation menaçait de faire regagner du terrain aux Turcs en Macédoine, ce que ne pouvaient accepter les autres pays balkaniques, d'autant qu'un nationalisme albanais, soutenu par des agents germaniques, commençait aussi à faire valoir des revendications albanaises sur la région.

### La révolution Jeunes-Turcs et la faiblesse ottomane

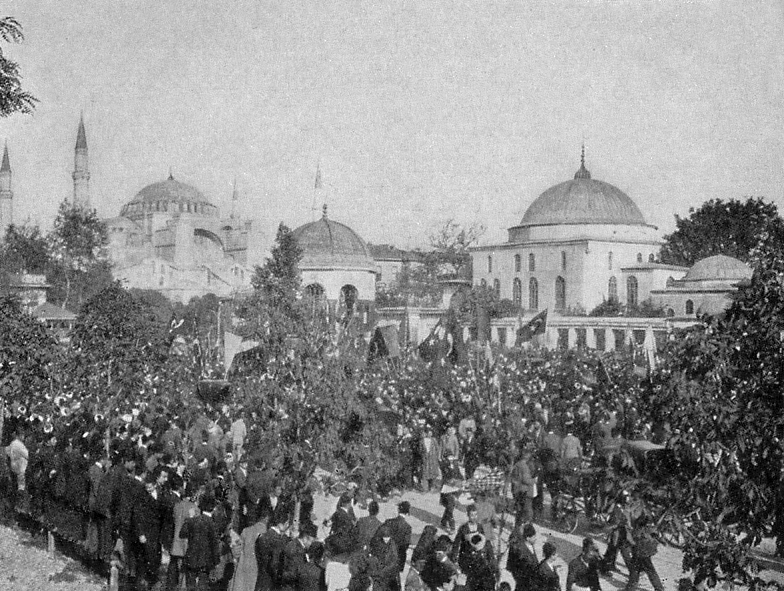
Manifestation contre le Sultan à Constantinople, 1908.

La Révolution Jeunes-Turcs inquiéta les non-Turcs de l'Empire ottoman, ainsi que les pays voisins. Les premiers espoirs suscités par cette révolution libérale qui avait promis l'égalité entre les différents groupes ethniques de l'Empire commençaient à s'estomper avec l'échec de la politique d’ottomanisation. La question de la Macédoine se posa avec de plus en plus d'acuité.
Pourtant, l'Empire ottoman montrait de la faiblesse, malgré les mesures Jeunes-Turcs. L'Italie, qui se cherchait un empire colonial, avait attaqué et vaincu l'Empire ottoman et s'était emparée de la Tripolitaine et du Dodécanèse en 1911. Giolitti avait promis de rétrocéder ces îles à la Grèce, mais il n'en avait finalement rien fait. Si la Grèce ne se joignait pas au mouvement anti-ottoman qui se dessinait, elle risquait de se retrouver exclue du partage futur de la Macédoine, comme elle s'était vu refuser le Dodécanèse. Elefthérios Venizélos, alors Premier ministre en Grèce, hésitait en effet à attaquer ouvertement l'Empire ottoman, à cause des nationaux grecs présents partout sur le territoire de l'Empire et potentiellement à la merci de représailles ottomanes,.

### Création de la Ligue balkanique

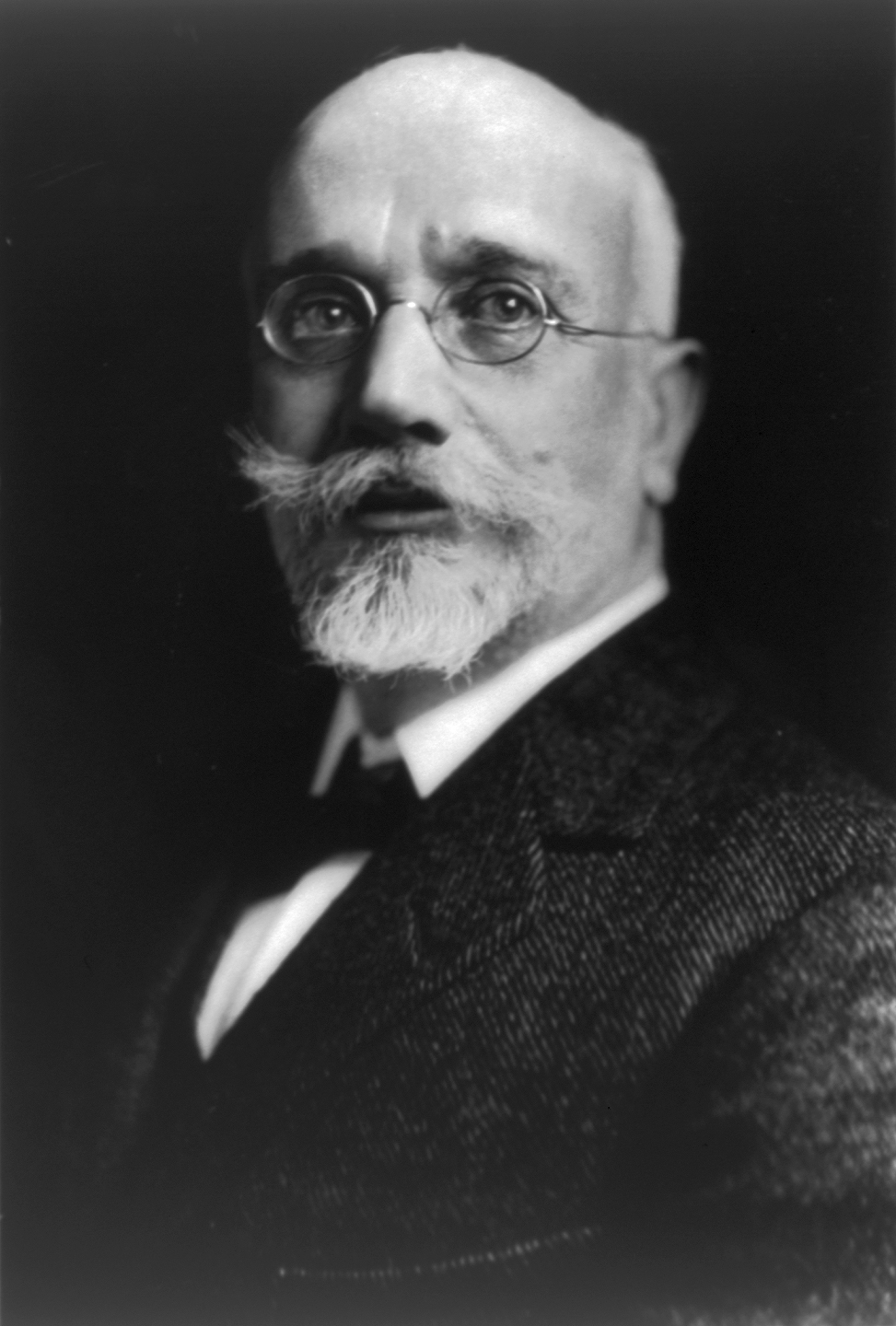
Elefthérios Venizélos.

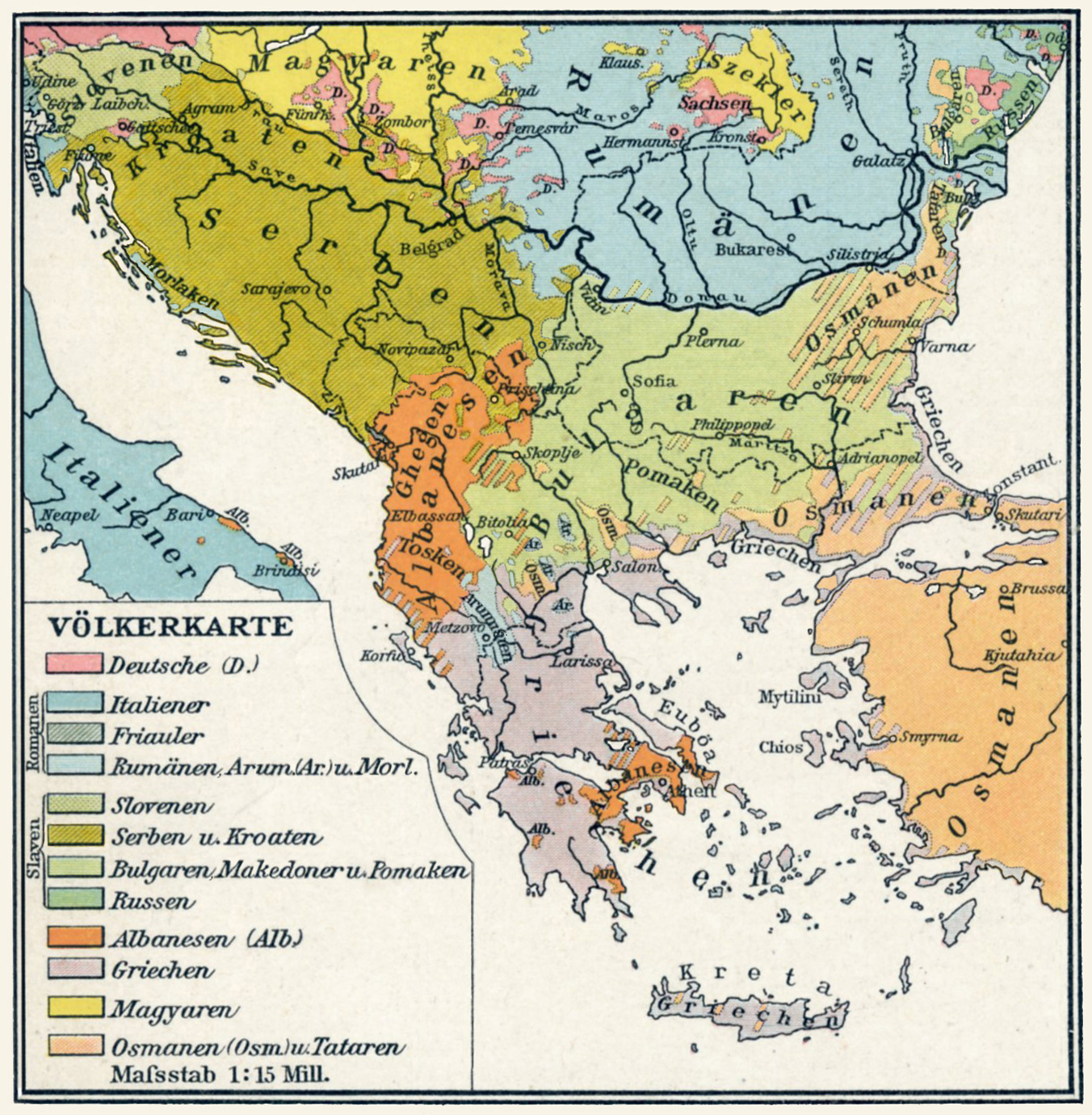
Carte linguistique des Balkans à l'aube du XX.

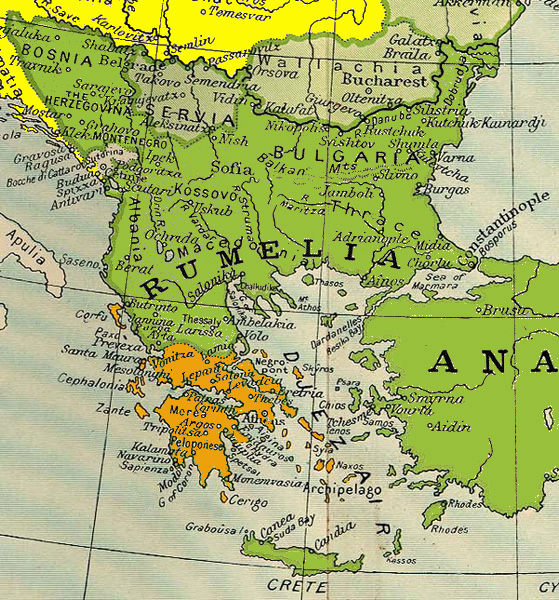
Les Balkans avant le Congrès de Berlin (1878).

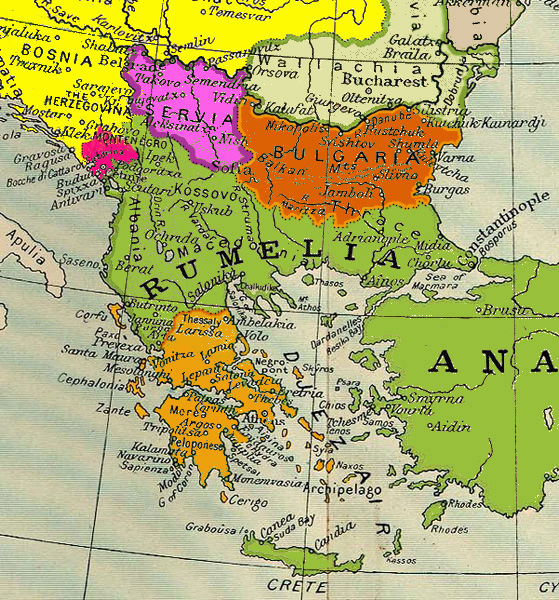
Les Balkans à la veille des guerres balkaniques

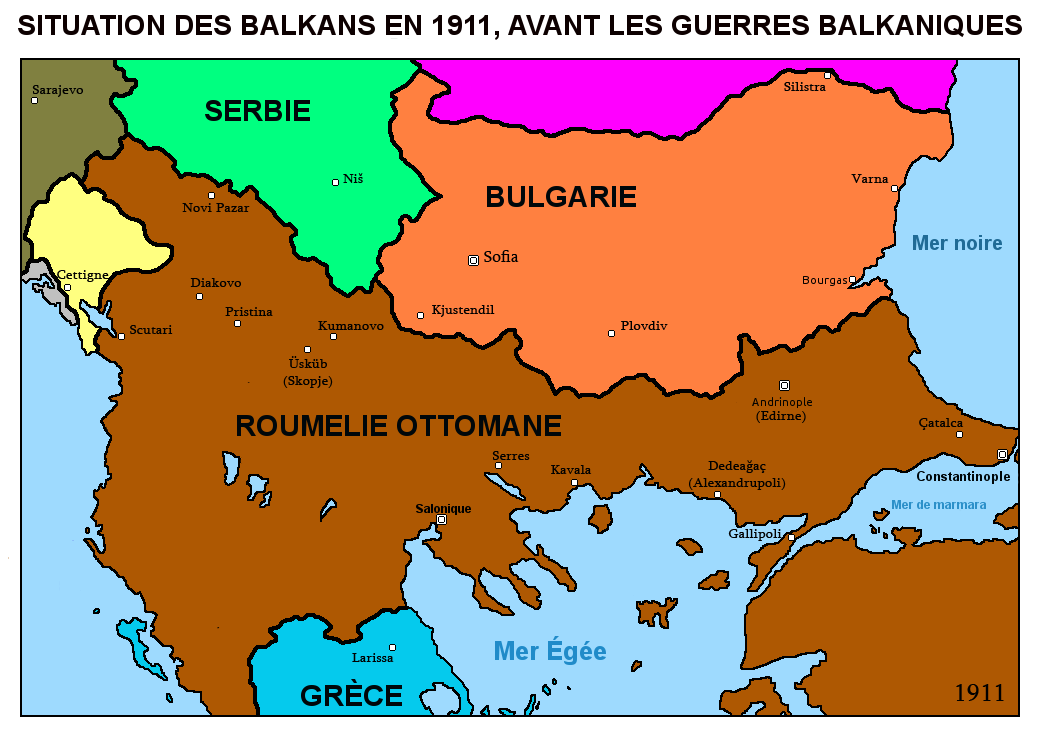
Situation territoriale avant la première guerre.

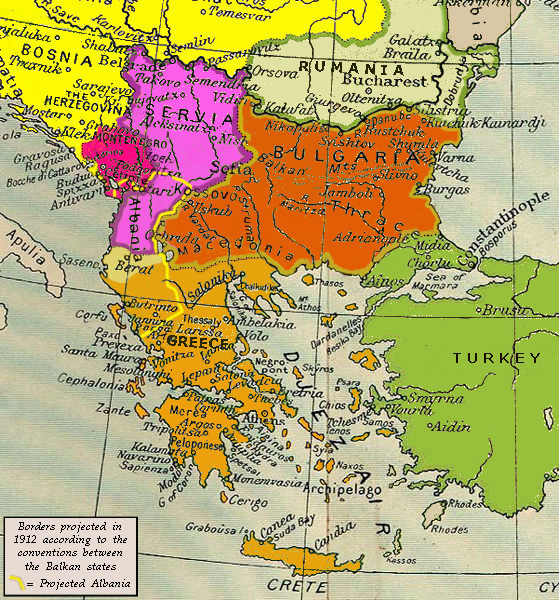
Les accords entre les Alliés de la première guerre balkanique et le Traité de Londres.

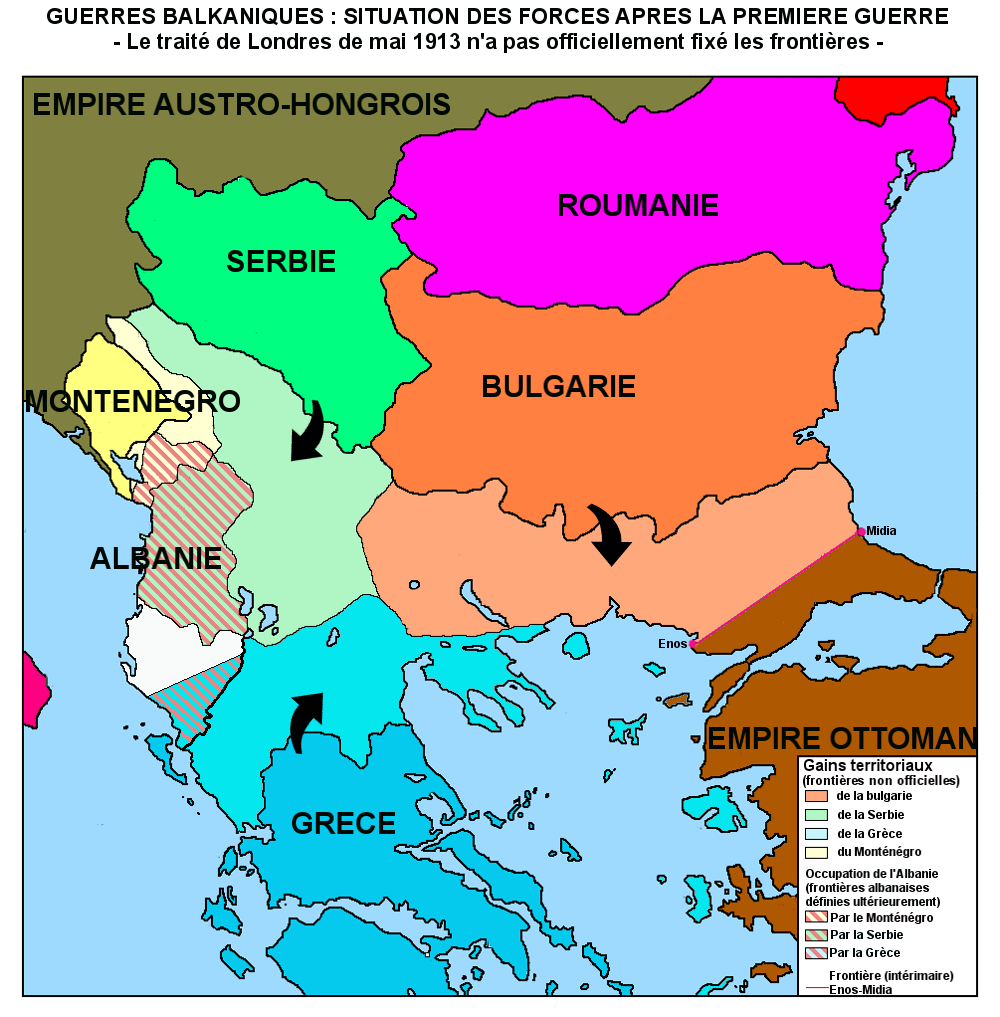
Situation de fait après la première guerre. Le traité de Londres (mai 1913) qui clôt la guerre ne fixe pas clairement les frontières : la carte montre les zones d'occupation militaire.

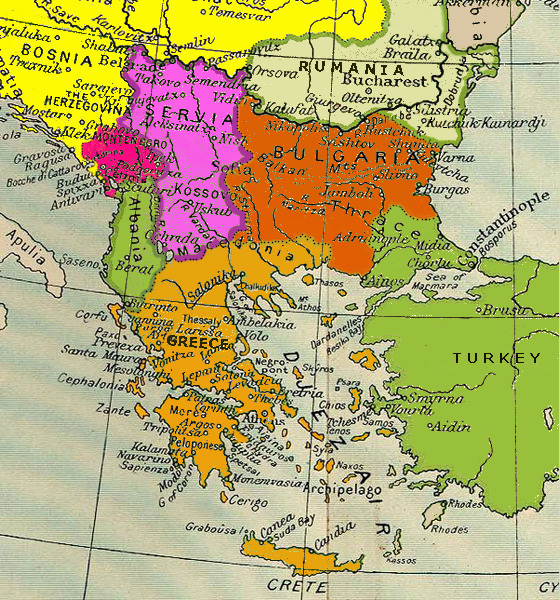
Les modifications territoriales à la suite de la deuxième guerre balkanique, au traité de Bucarest (août 1913).

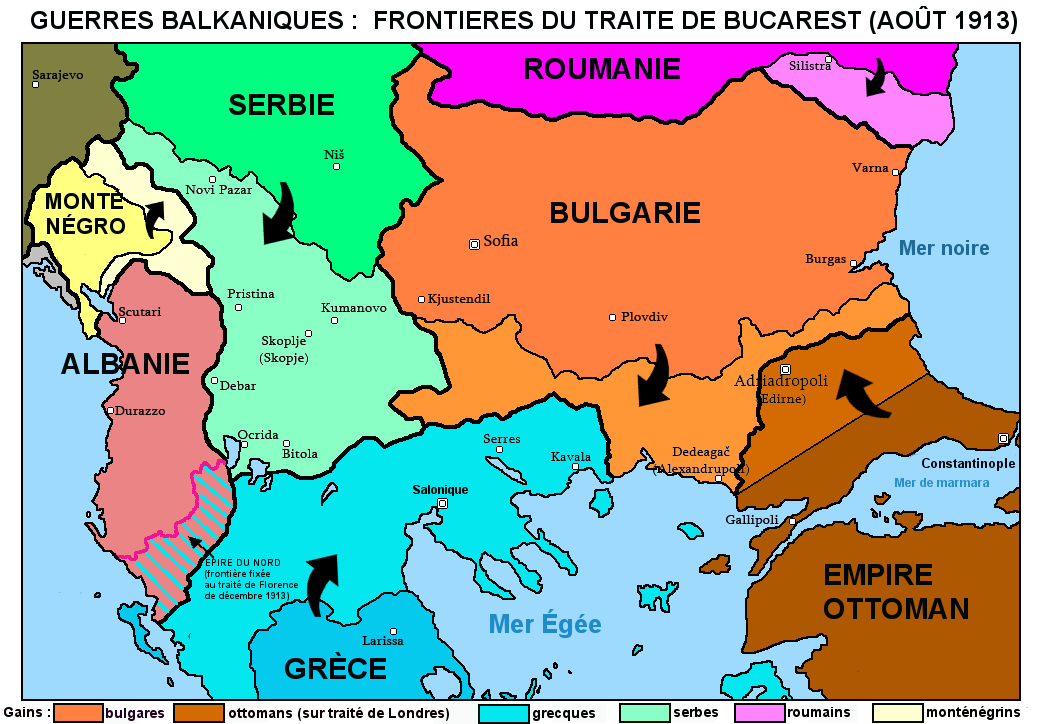
Frontières officielles du traité de Bucarest.

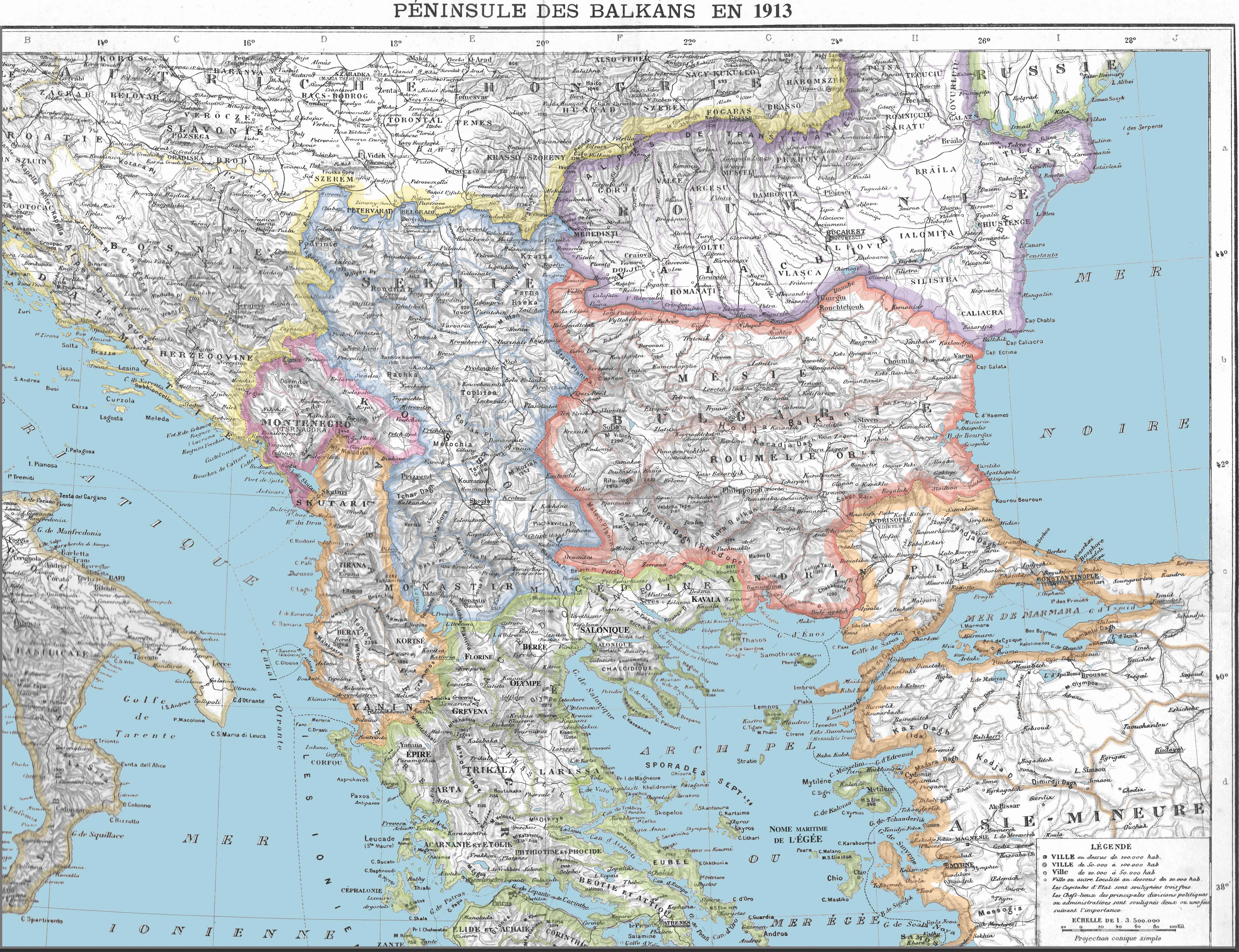
Les états balkaniques en août 1913.

La Yougoslavie unie en 1990…

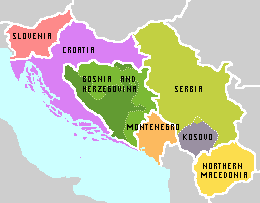
…et les 7 états issus des guerres de Yougoslavie.

Cette situation, ainsi que l'avancée austro-hongroise dans les Balkans avec l'annexion de la Bosnie-Herzégovine en 1908, poussa les États de la région à essayer de s'entendre, au moins dans un premier temps. Tout un « réseau » de relations, de tractations et d'accords pas toujours ni bien parachevés (ni même rédigés) se mit en place. Le premier accord fut signé le 7 mars (22 février calendrier julien) 1912 entre la Serbie et la Bulgarie. Un contentieux séparait les deux États concernant leur frontière, une guerre les avait même opposés en 1885, mais ils ne pouvaient rien refuser à leur protecteur commun, la Russie, qui les poussa à signer un traité d'alliance contre l'Empire ottoman et l'Empire austro-hongrois, prévoyant un partage des territoires européens encore sous contrôle turc (Thrace pour la Bulgarie, Kosovo et Albanie pour la Serbie, et partage nord-sud de la Macédoine arbitré par le tsar). Le Monténégro signa des conventions avec la Serbie et la Bulgarie. La Grèce, quant à elle, avait des accords, non écrits, avec la Serbie et le Monténégro. Le fait que ces accords n'aient pas été mis noir sur blanc ne posait pas de problème, puisque les revendications de ces trois États n'entraient pas en conflit. Le problème était de fermer le cercle, entre la Bulgarie et la Grèce qui s'affrontaient, indirectement, depuis vingt ans en Macédoine et en Thrace. Cependant, chaque pays avait besoin de l'autre pour défaire l'Empire ottoman : la Bulgarie avait la plus forte armée et la Grèce avait la seule marine. Le Premier ministre grec Elefthérios Venizélos finit par convaincre ses interlocuteurs à Sofia en suggérant de renvoyer la question du partage du butin à après la victoire. L'accord fut signé le 16 mai 1912 (calendrier julien), puis complété le 22 septembre (calendrier julien). Il s'agissait avant tout d'un accord défensif valable trois ans, dirigé contre l'Empire ottoman, et donc peu précis quant au partage des territoires en cas de victoire. La Bulgarie était persuadée de l'incapacité de l'armée grecque. Elle était donc aussi persuadée qu'elle pourrait très rapidement s'emparer de la majeure partie de la Macédoine, au détriment de son alliée. Le mois suivant, en juin 1912, l'alliance gréco-serbe fut finalement mise par écrit,,,,.

## La première guerre balkanique

### Forces en présence
La Ligue balkanique est formée de la Serbie et de la Bulgarie auxquelles viennent s'ajouter la Grèce et le Monténégro. Elle bénéficie de l'appui de la Russie qui est son principal allié. La Roumanie n'entre pas dans la Ligue balkanique, Venizélos ayant exprimé de grandes réticences à l'entrée de ce pays dans l'alliance contre les Ottomans, en raison des minorités valaques dont les écoles, financées par la Roumanie, prônaient la neutralité face à l'Empire ottoman (partout présents mais presque partout minoritaires, les Valaques n'avaient rien à attendre des victoires serbes, bulgares ou grecques). Face à la Ligue, l'Empire ottoman est diminué à l'issue de son conflit avec l'Italie.

### La guerre
Une tentative française de maintenir la paix échoue. Fin octobre 1912, l'Empire ottoman, attaqué sur plusieurs fronts, recule. Salonique tombe aux mains des Grecs et les Ottomans doivent abandonner 90 % de leurs territoires balkaniques. Ils demandent l'armistice début décembre mais la guerre continue : en janvier 1913, une conférence organisée à Londres par la France échoue du fait de la reprise des combats contre les Grecs sous l'impulsion d'extrémistes turcs. Devant les nouvelles victoires alliées, l'armistice demandé par la Turquie le 19 avril 1913 est signé. En mai, une nouvelle conférence prive l'Empire de presque toutes ses possessions européennes et organise leur répartition entre les membres de la Ligue après la signature le 30 mai 1913 du traité de Londres. Le baron austro-hongrois, Ferenc Nopcsa, a unifié l'Albanie qui demande son indépendance, ce qui bloque l'accès à la mer que souhaite la Serbie. De son côté, la Bulgarie conteste le partage de la Macédoine, où les Serbes ont eu la part du lion. Ce partage qui ne satisfait personne est à l'origine d'un nouveau conflit.

## La deuxième guerre balkanique
La Bulgarie conteste le partage de la Macédoine et cherche à s'en emparer. Les Serbes reçoivent alors le soutien des Grecs puis des Roumains (neutres jusque-là) et même des Turcs qui espèrent leur revanche. Fin juillet 1913, ces nouveaux alliés contrent les attaques bulgares et remportent la victoire. Un nouveau partage est alors effectué le 10 août 1913, par le traité de Bucarest : la Bulgarie perd une grande partie de ses conquêtes et de ses acquis de la première guerre qui sont partagés entre les vainqueurs. L'Empire ottoman retrouve Andrinople. La Roumanie en profite pour annexer la Dobroudja du Sud.

## Conséquences
Les divers pays engagés dans le conflit dépensèrent 590 millions de francs-or pour la Serbie ; 100 millions pour le Monténégro ; 467 millions pour la Grèce ; et 1,3 milliard pour la Bulgarie. Les chiffres ottomans sont impossibles à estimer. Il en est de même pour les victimes ottomanes, estimées à 100 000 morts et blessés.
|                                      | Pertes bulgares             | Pertes serbes             | Pertes grecques | Pertes monténégrines |
| ------------------------------------ | --------------------------- | ------------------------- | --------------- | -------------------- |
| Première guerre balkanique (morts)   | 14 000 et 19 000 de maladie | 36 550                    | 5 169           | 2 836                |
| Première guerre balkanique (blessés) | 50 000                      | 55 000                    | 23 502          | 6 602                |
| Deuxième guerre balkanique (morts)   | 18 000 et 15 000 de maladie | 9 000 et 5 000 de choléra | 2 563           | 240                  |
| Deuxième guerre balkanique (blessés) | 60 000                      | 36 000                    | 19 307          | 961                  |

À l'issue de ce nouveau conflit, les territoires balkaniques reçoivent un découpage arbitraire qui ne tient toujours pas compte des populations et des nationalités. Fin 1913, la Bulgarie se retrouve agrandie par rapport à 1911, mais diminuée par rapport à ses espérances, et en contentieux avec tous ses voisins, où vivent des minorités bulgares. Comme l'avait voulu le Congrès de Berlin trente-cinq ans auparavant, les États balkaniques sont divisés, faibles, et doivent chercher des alliances auprès des grandes puissances. La Russie jette toujours un œil intéressé sur les détroits alors que la Serbie fait grief à l'Autriche-Hongrie de lui avoir enlevé tout espoir en Bosnie-Herzégovine et du côté de l'Adriatique. Conséquence de cela, les mécanismes de la Triplice et de la Triple-Entente font que le moindre incident, dans les Balkans ou ailleurs, est susceptible de déclencher un conflit généralisé, d’où l'expression de « poudrière balkanique » utilisée par les commentateurs contemporains et les historiens pour qualifier cette situation. C'est ce qui se produisit le 28 juin 1914, avec l'assassinat de l'archiduc héritier d'Autriche à Sarajevo, élément déclencheur de la Première Guerre mondiale, mais cela ne doit pas masquer les causes réelles de la guerre qui résident dans les rivalités internationales à l'échelle européenne et même mondiale,.

## Débuts de la guerre aérienne
Lors des guerres balkaniques, on peut noter l'une des premières utilisations de l'arme aérienne, pour l'observation et le bombardement d'Adrianople (aujourd'hui Edirne) par des aviateurs bulgares (grenades lancées à la main) le 16 octobre 1912. Le 6 février 1913, un avion grec survola la flotte ottomane dans les Dardanelles et lâcha quelques petites bombes qui manquèrent leur objectif. Cependant, cet événement peut être considéré comme la première attaque aéronavale de l'histoire.
Durant le siège de cette ville, le 8 février 1913, le pilote russe N. de Sackoff, volant pour les Grecs, devient le premier pilote dont l'avion est abattu au combat lorsque son biplan est touché par un tir lors du largage de bombes sur le fort Bizáni. Il parvient à se poser près de la ville de Préveza sous contrôle grec, répare son avion et rentre à sa base.
Les forces aériennes au début du conflit sont les suivantes :
- Bulgarie : 20 aviateurs sur 7 biplans et 8 monoplans
- Serbie : 15 aviateurs sur 8 biplans et 6 monoplans
- Grèce : 6 aviateurs sur 3 biplans et 2 monoplans.

La Turquie ne possédait que des avions usagés et ils ne participèrent pas au combat. Ils furent capturés, encore dans leurs caisses, lors de la bataille de Kirk Kilissé.

## Troisième guerre balkanique
Les guerres de Yougoslavie sont parfois appelées « troisième guerre balkanique ». Il s'agit d'une série de conflits entre les six républiques yougoslaves qui se sont déroulés entre le 31 mars 1991 et le 12 novembre 2001.

### Contexte
Après la mort de Tito en 1980, les relations des différents peuples de Yougoslavie se détériorent. Des mouvements nationalistes s'opposent au pouvoir serbe qui a placé des loyalistes à la tête de plusieurs provinces et républiques. Les conflits commencent par les déclarations d'indépendances de la Croatie et de la Slovénie en 1991.

### Liste des conflits
| Nom du conflit                                                      | belligérants                            | belligérants                                                   | Intervention de l'ONU ou pas |
| Guerre d'indépendance croate                                        | Croatie                                 | République serbe de Krajina République fédérale de Yougoslavie | Intervention de l'ONU        |
| Guerre des Dix Jours                                                | Slovénie                                | République fédérative de Yougoslavie                           |                              |
| Guerre d'indépendance bosniaque                                     | Bosnie-Herzégovine OTAN Croatie         | République serbe de Bosnie République serbe de Krajina         | Intervention de l''ONU       |
| Guerre du Kosovo                                                    | Armée de Libération du Kosovo OTAN      | République fédérative de Yougoslavie                           | Intervention de l'ONU        |
| Insurrection albanaise en ex-Macédoine (actuelle Macédoine du Nord) | Armée de libération nationale albanaise | Macédoine OTAN                                                 |                              |